# Ponte di San Giovanni (San Pietroburgo)
Il Ponte di San Giovanni (in russo Иоанновский мост?, Ioannovskij most) è un piccolo viadotto a sette campate che sorge sullo stretto del Coronamento (Кронверкский пролив), a San Pietroburgo che collega l'isola di Pietrogrado all'isola delle Lepri servendo da accesso alla Fortezza di Pietro e Paolo, attraverso la porta di San Giovanni.